# Rosa Chiarina Scolari
Rosa Chiarina Scolari (Livraga, 16 novembre 1882 – Milano, 12 aprile 1949) è stata una religiosa italiana.

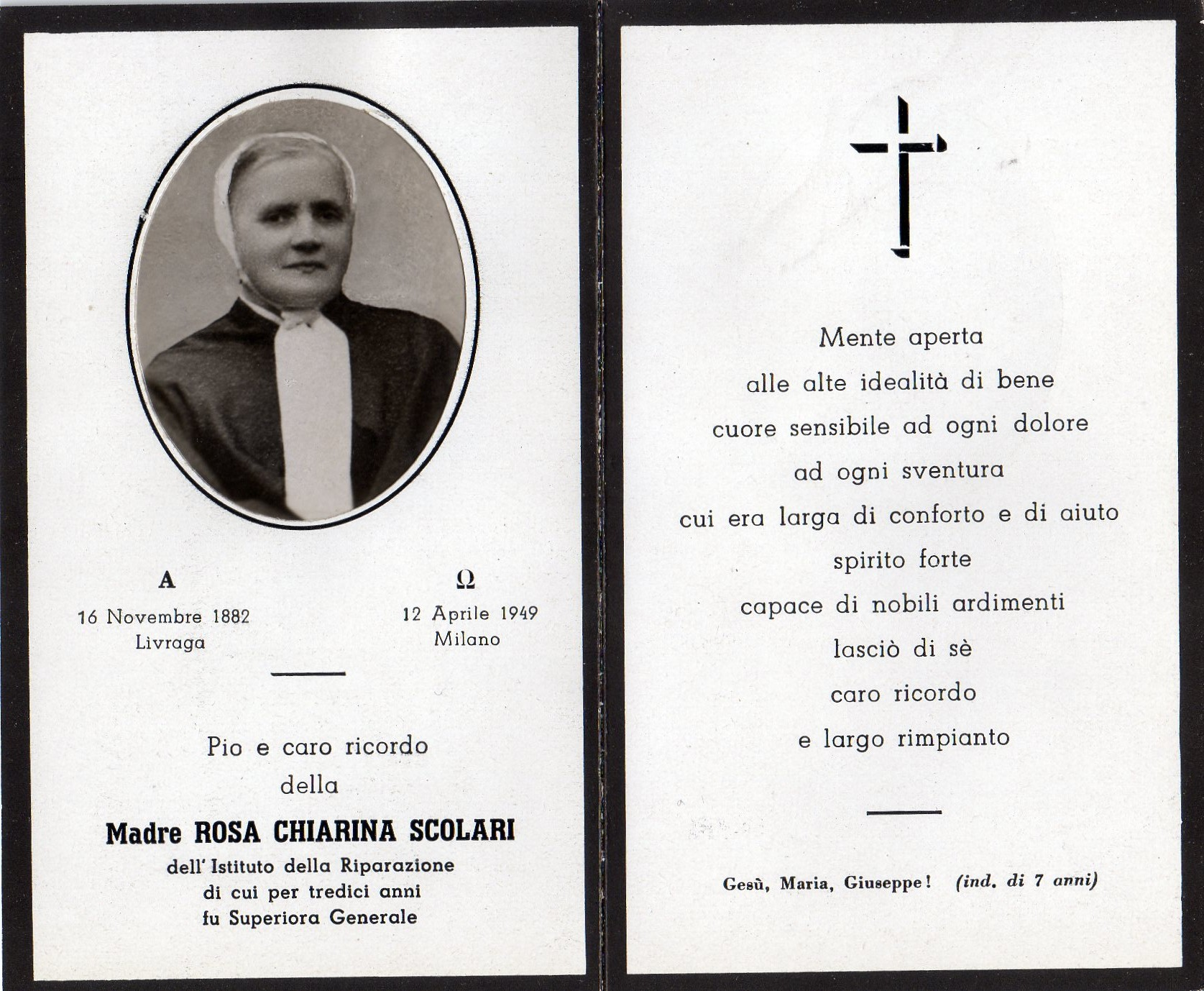
Madre Rosa Chiarina Scolari

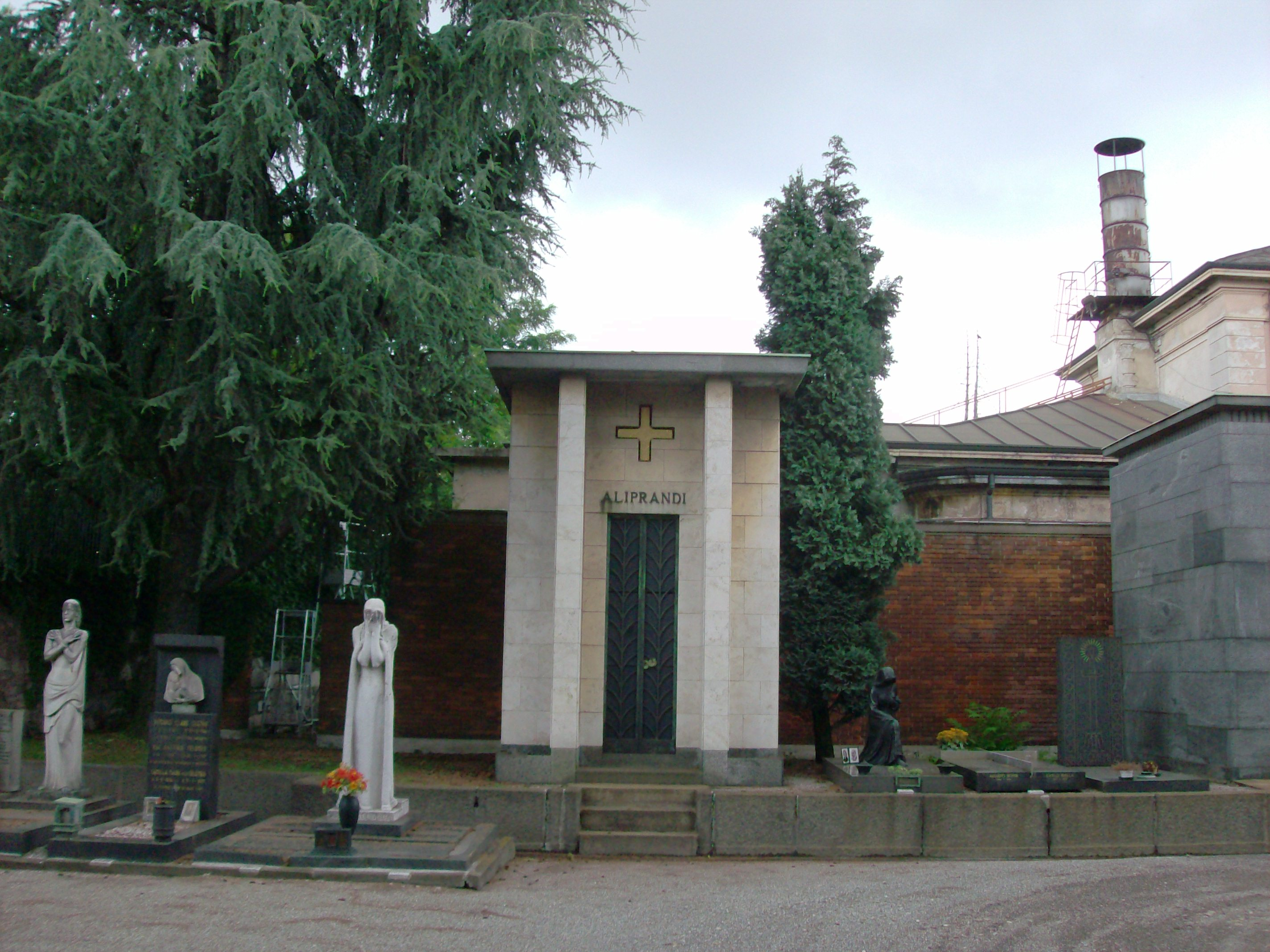
Cappella dove è sepolta Madre Rosa Chiarina Scolari

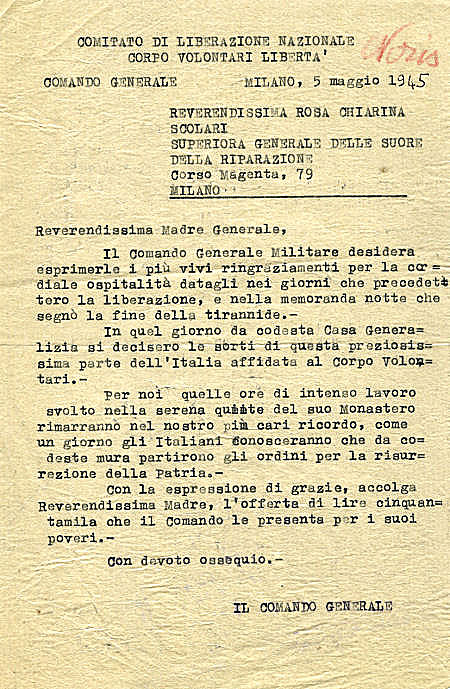
Lettera del Comando generale del Comitato di Liberazione Nazionale alla Madre Rosa Chiarina Scolari

Fu protagonista di un episodio della Resistenza milanese.
Nata da Lodovico Scolari e Regina Crespi, fu suora cattolica e per tredici anni fu superiora dell'Istituto della Riparazione in corso Magenta a Milano, comunemente conosciuto come “Casa delle ragazze traviate”.
Nelle ultime fasi della guerra partigiana, le fu chiesta ospitalità da parte del comando generale militare del Corpo volontari della libertà (CVL). Nonostante l'obiezione che si trattava di un monastero femminile, questo diventò il quartier generale del CVL. Da tale postazione partirono le direttive per la guerra partigiana fino all'ordine di insurrezione generale.
Subito dopo la Liberazione, nel maggio del 1945, il generale Raffaele Cadorna, che comandava allora il CVL, inviò alla religiosa una lettera di ringraziamento. Di questa lettera parlava diffusamente Enrico Mattei in una sua relazione al 1º Congresso nazionale della DC del 24-28 aprile 1946. Una copia della lettera è stata recentemente rinvenuta dalla figlia di Giovanni Battista Stucchi, uno dei membri del Comando generale del CVL, fra le carte del padre.
Rosa Chiarina Scolari è sepolta nella cappella Aliprandi nel Cimitero Monumentale di Milano.